# قنطريون مكنسي
القنطريون المكنسي واسمه العلمي (باللاتينية: Centaurea scoparia) نوع نباتي ينتمي إلى جنس القنطريون من الفصيلة النجمية.

## الموئل والانتشار
موطنه بلاد الشام ومصر.